# X (film)
X – amerykański slasher z 2022 roku w reżyserii Ti Westa. W rolach głównych wystąpili: Mia Goth, Jenna Ortega, Brittany Snow, Owen Campbell, Stephen Ure i Scott Mescudi.

## Fabuła
Akcja filmu rozgrywa się w Stanach Zjednoczonych pod koniec lat 70. XX wieku. Opowiada o grupie młodych filmowców, którzy wynajmują dom na farmie w Teksasie u starszego małżeństwa Howarda i jego żony Pearl. Celem ekipy jest nakręcenie filmu pornograficznego, a gdy właściciele posesji odkrywają ich zamiary, sytuacja przybiera brutalny obrót.

## Obsada
- Mia Goth jako Maxine Minx i Pearl Douglas
- Jenna Ortega jako Lorraine Day
- Brittany Snow jako Bobby-Lynne Parker
- Scott Mescudi jako Jackson Hollis
- Martin Henderson jako Wayne Gilroy
- Owen Campbell(inne języki) jako  R.J. Nichols
- Stephen Ure jako Howard Douglas
- Simon Prast(inne języki) jako teleewangelista Ernest Miller
- James Gaylyn jako szeryf Dentler

## Produkcja
W listopadzie 2020 amerykańska wytwórnia filmowa A24 poinformowała, że wyprodukuje slasher zatytułowany X, który zostanie wyreżyserowany przez Ti Westa a w rolach głównych obsadzono Mię Goth, Scotta Mescudiego (pełniącego również funkcję producenta wykonawczego) i Jennę Ortege. W lutym 2021 do obsady dołączyła Brittany Snow.
Okres zdjęciowy rozpoczął się 16 lutego 2021 a zakończył się 16 marca tego samego roku. Zdjęcia kręcono w Nowej Zelandii w regionie Manawatu-Wanganui na Wyspie Północnej.